# Waldron (Arkansas)
Waldron és una població dels Estats Units a l'estat d'Arkansas. Segons el cens del 2000 tenia 3.508 habitants.

## Demografia
Segons el cens del 2000, Waldron tenia 3.508 habitants, 1.430 habitatges, i 899 famílies. La densitat de població era de 272 habitants/km².
Dels 1.430 habitatges en un 31,3% hi vivien nens de menys de 18 anys, en un 45,9% hi vivien parelles casades, en un 11,3% dones solteres, i en un 37,1% no eren unitats familiars. En el 33% dels habitatges hi vivien persones soles el 16,8% de les quals corresponia a persones de 65 anys o més que vivien soles. El nombre mitjà de persones vivint en cada habitatge era de 2,38 i el nombre mitjà de persones que vivien en cada família era de 3.
Per edats la població es repartia de la següent manera: un 26,9% tenia menys de 18 anys, un 10,2% entre 18 i 24, un 25,6% entre 25 i 44, un 19,6% de 45 a 60 i un 17,8% 65 anys o més.
L'edat mediana era de 35 anys. Per cada 100 dones de 18 o més anys hi havia 87,8 homes.
La renda mediana per habitatge era de 21.921 $ i la renda mediana per família de 26.829 $. Els homes tenien una renda mediana de 25.256 $ mentre que les dones 16.136 $. La renda per capita de la població era de 12.193 $. Entorn del 22,8% de les famílies i el 25,9% de la població estaven per davall del llindar de pobresa.

## Poblacions properes
El següent diagrama mostra les poblacions més properes.